# ポンティアック・アズテック
アズテック (AZTEK) はGMが製造、ポンティアックブランドで販売していた自動車である。

## 概要
1999年にコンセプトカーが公開され、ジェネレーションXを主なターゲットとして2000年夏に販売を開始した。
しかし、デザイン面で酷評され、2007年に『タイム』誌で「史上最悪の車50台」で1位に選ばれ、2010年には「史上最悪の発明品50選」でも1位に選ばれた。また、2008年8月の『デイリー・テレグラフ』紙が実施した読者アンケート「史上最も醜い車100台」で1位に選ばれた。

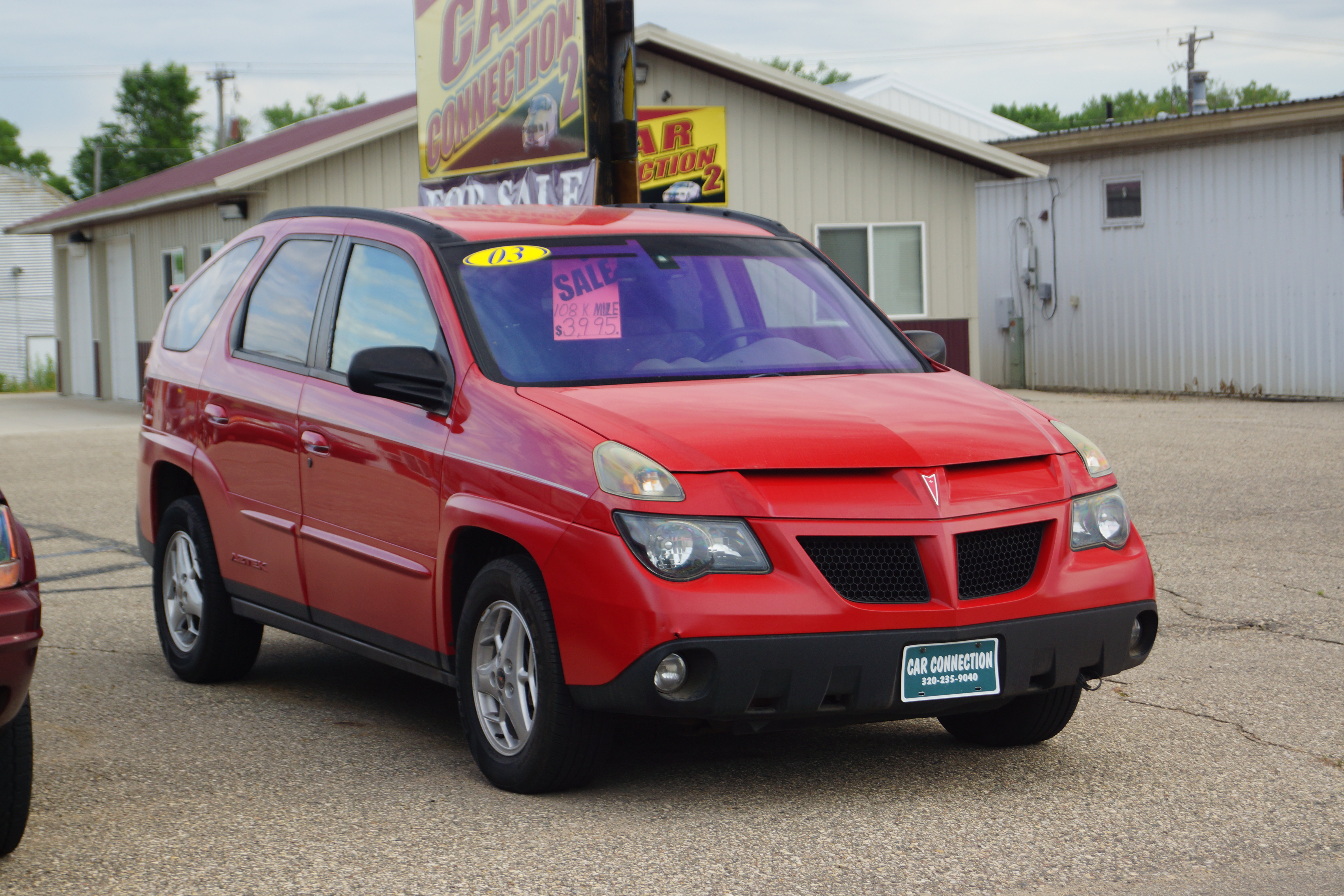
非常に個性的なデザインを持つ

反面、SUVとしての使い勝手が非常に優れていたため、JDパワーが行ったアンケート調査ではオーナーから高評価を獲得した。

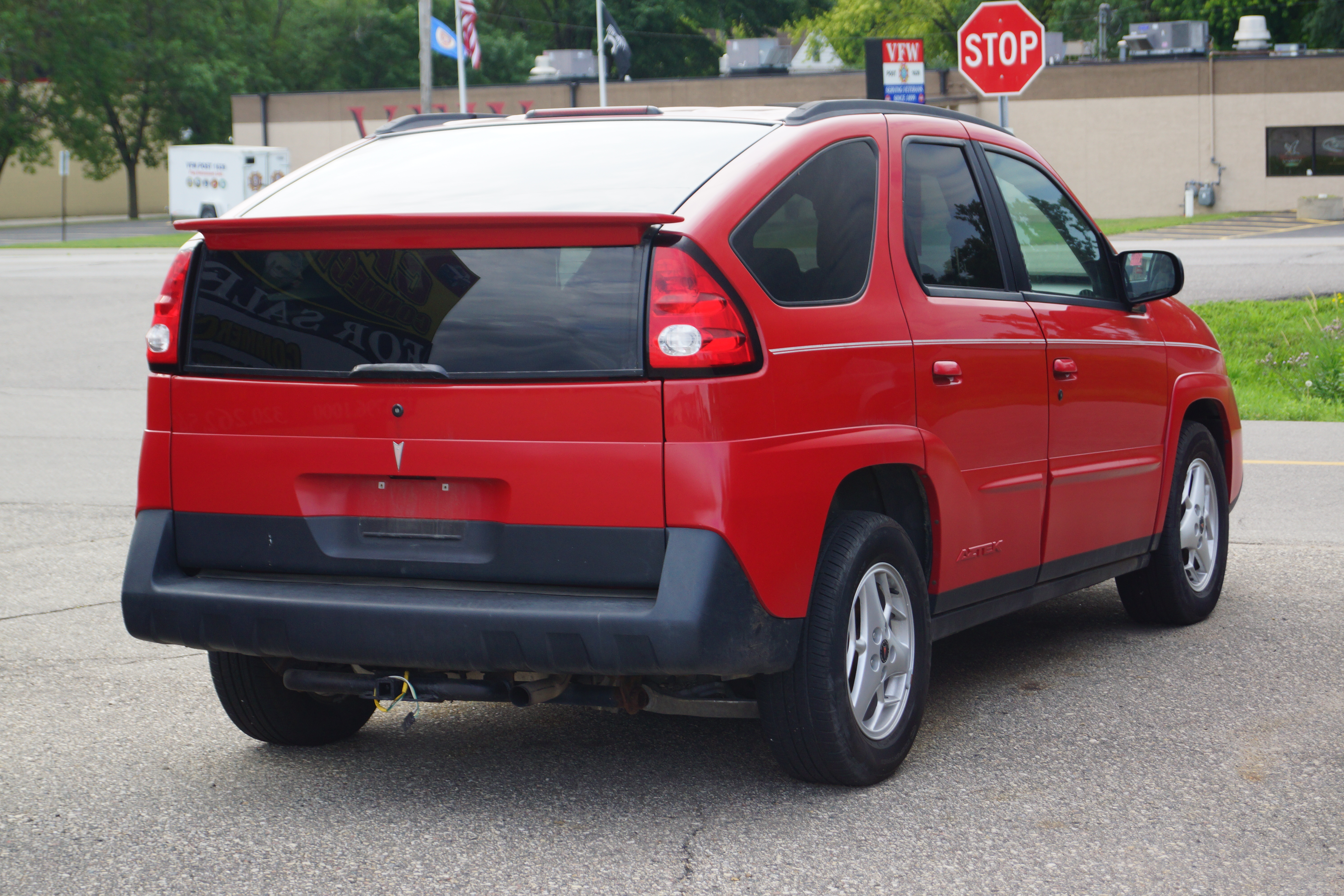
リア周りのデザイン

## 車名
「アズテック (AZTEK)」は、アメリカ合衆国ニューメキシコ州サンファン郡にある都市アズテックに由来する。